# Françoise Babou de La Bourdaisière

Stemma di famiglia

Françoise Babou de La Bourdaisière (1540 – Issoire, 9 giugno 1592) è stata una nobildonna francese.

## Biografia
Françoise era la figlia di Jean Babou de La Bourdaisière, conte di Sagonne, e di sua moglie, Françoise Robertet, figlia di un ministro di Enrico II, Florimond Robertet.
Fu allevata a corte come fille d'honneur (damigella d'onore) di Maria Stuart fino al suo matrimonio nel 1558 e poi servì come dame d'honneur (dama di compagnia) di Maria Stuart (1559-1561) e la regina Luisa (1575-1583). Insieme alle sue sette sorelle vennero chiamate a corte i sette peccati capitali a causa del loro stile di vita.

## Matrimonio
Sposò, il 14 febbraio 1559 a Chartres, Antoine d'Estrées (1529-1609), marchese de Ceuvres, figlio di Jean d'Estrées, conte di Orbec. Ebbero nove figli:
- Marie Catherine d'Estrées (1562-1565);
- Françoise d'Estrées (1564-1669), sposò Carlo, conte di Sanzay;
- Marguerite d'Estrées (1565-?), sposò Gabriel Bournel, barone de Mouchy;
- Diane d'Estrées (1556-1618), sposò Jean de Montluc de Balagny;
- Gabrielle d'Estrées (1573-1599), amante di Enrico IV;
- François-Annibal d'Estrées (1573-1670);
- François-Louis d'Estrées (1575-1594);
- Angélique d'Estrées
- Julienne-Hypolite-Joséphine d'Estrées (1575-1657), sposò Georges de Brancas;

Ben presto cedette alla tentazione e divenne l'amante di Louis de Béranger du Guast. Nel marzo 1564, apparve a un ballo di corte al castello di Fontainebleau in un abito tempestato di diamanti raffigurante una dama che bacia un cavaliere armato che indossa un elmo e una corazza, che alludeva a Béranger. Da quel momento in poi, la loro relazione divenne pubblica.

## Morte
Nel 1583 lasciò definitivamente la corte e suo marito per vivere con il suo amante Yves d'Alègre nelle sue tenute in Alvernia. Nel 1589, d'Alègre fu nominato governatore dell'Issoire da Enrico III. Lo accompagnò lì e insieme governarono la città. Con la sua approvazione, introdusse leggi suntuarie con pena di morte. Il loro governo era molto impopolare e il 9 giugno 1592 furono entrambi assassinati per motivi politici dai cittadini che irruppero nella loro casa.